# Swartzia grazielana
Swartzia grazielana är en ärtväxtart som beskrevs av Carlos Toledo Rizzini. Swartzia grazielana ingår i släktet Swartzia och familjen ärtväxter. Inga underarter finns listade i Catalogue of Life.